# Plouvain
Plouvain is een gemeente in het Franse departement Pas-de-Calais (regio Hauts-de-France) en telt 493 inwoners (2004). De plaats maakt deel uit van het arrondissement Arras.

## Geografie
De oppervlakte van Plouvain bedraagt 2,4 km², de bevolkingsdichtheid is 205,4 inwoners per km².
De onderstaande kaart toont de ligging van Plouvain met de belangrijkste infrastructuur en aangrenzende gemeenten.

## Demografie
Onderstaande figuur toont het verloop van het inwonertal (bron: INSEE-tellingen).